# E-mailing
Cet article court présente un sujet plus développé dans : Marketing direct.
L’e-mailing, publipostage en ligne ou publipostage électronique est une méthode de marketing direct qui utilise le courrier électronique comme moyen de communication commerciale de masse pour envoyer des messages à un auditoire. Le terme est généralement utilisé pour désigner :
- L'envoi de courriels dans le but de renforcer les relations d'un annonceur avec ses clients actuels ou anciens, afin d'encourager la fidélité des clients.
- L'envoi de courriels commerciaux dans le but d'acquérir de nouveaux clients ou de persuader les clients existants d'acheter un bien ou un service maintenant ou dans l'avenir.
- L'envoi de lettres d'information (on parle généralement de "newsletters") dans le but de fournir du contenu à valeur ajoutée à ses clients afin de les fidéliser, d'être relayé et de gagner en image de marque.

## Logiciels e-mailing
Il existe deux types de systèmes d'e-mailing : les logiciels emailing et les applications accessibles depuis un navigateur web.
Pour réaliser une campagne emailing, il existe des logiciels spécialisés. Ces produits offrent généralement un service de routage (SMTP) ainsi qu'un service de statistiques qui permet de savoir qui a ouvert le message et qui a cliqué sur les hyperliens.
Certains logiciels facturent leurs services en fonction du nombre de mails envoyés. L'utilisateur achète des packs de centaines, miilliers, ou centaines de milliers d'emails. Plus récemment, certains éditeurs proposent des envois en illimité et facturent en fonction du nombre de contacts. C'est un moyen d'éviter que la plateforme soit utilisée pour nettoyer des bases de contact.
Les logiciels d'e-mailing proposent l'ajout de contact simplifiés, mais il est important de respecter les normes RGPD et de protection des données. En résumé, vous devez obtenir l'accord préalable des internautes pour pouvoir leur envoyer un emailing.

## Les statistiques e-mailing
La plupart des solutions d'e-mailing proposent des indicateurs permettant de mesurer les résultats des campagnes. Les indicateurs les plus souvent cités sont le taux de message arrivé à destination, le taux d'ouverture, le taux de clic, et le taux de désabonnement. Une étude menée en 2020 par Campaign Monitor indique que le taux d'ouverture moyen en e-mailing est de 17,8%.